# Biblioteca d'algoritmes de geometria computacional
La biblioteca d'algoritmes de geometria computacional (CGAL, sigles en anglès) és una biblioteca informàtica de programari que proporciona un conjunt d'algoritmes fiables i eficients en l'àmbit de la geometria computacional. Està escrita en el llenguatge de programació C++, però també està parcialment disponible en Phyton.